# Riki Flutey
Riki John Flutey (Featherston, 10 febbraio 1980) è un ex rugbista a 15 e allenatore di rugby a 15 neozelandese, che giocava prevalentemente nel ruolo di tre quarti centro, ma che ha poteva ricoprire anche quelli di mediano di apertura ed estremo. A livello internazionale disputò 14 incontri per l'Inghilterra, facendo anche parte della squadra dei British Lions per il loro tour del 2009. Dal 2021 è il tecnico dell'attacco negli Highlanders.

## Biografia
Nato a Wairarapa, fu campione del mondo U-19 con la nazionale neozelandese nel 1999 e giocò con i New Zealand Maori nel 2002.
Nel 1998 esordì nella selezione provinciale neozelandese di Hawkes Bay, poi tra il 1999 e il 2005 ha giocato con Wellington nel National Provincial Championship.
Flutey esordì con gli Hurricanes contro i Blues nel turno di apertura del super 12 del 2002.
Dopo 5 partite del torneo del 2005, si trasferì in Inghilterra per giocare negli London Irish.
Nel 2005-06 guidò la squadra a conquistare i play-off del Guinness Premiership.  e la sfortunata finale persa in Challenge Cup alla fine della stagione 2006-07, quindi lasciò gli Irish per i London Wasps.
La prima stagione nel 2007/2008 fu eccezionale con la vittoria del campionato, ed il premio come "giocatore dell'anno"
Nel 2008 Flutey si trasferì nel Top 14 al club Brive, dove già giocavano gli inglesi Andy Goode, Steve Thompson e Jamie Noon., ma dopo 5 partite ha subito un grave infortunio che ha chiuso la sua stagione. Il contratto venne quindi sciolto consensualmente e Flutey tornò nel 2010-11 ai Wasps.
Grazie a tre anni di residenza in Inghilterra, Flutey divenne "eleggibile" per giocare con la nazionale inglese nel settembre 2008
Inserito tra i giocatori di interesse della nazionale da Martin Johnson, esordì nella nazionale inglese contro i Pacific Islanders a Twickenham l'8 novembre 2008. e realizzò la su aprima meta contro l'Italia nel Sei Nazioni 2009.
Dopo due sconfitte con Galles e Irlanda, fu decisivo nella vittoria contro la Francia, realizzando due mete e favorendone un'altra. Quindi realizzò un'altra meta contro la Scozia e venne eletto "men of the match".
Nel 2009 fu selezionato per il tour dei British and Irish Lions 2009. Il 30 maggio divenne il primo giocatore ad aver giocato contro i Lions e per i Lions in carriera. Aveva giocato infatti contro i Lions nel tour del 2005.
Flutey giocò il terzo e ultimo vittorioso test match del tour.

### Accuse di aggressione
Il 3 dicembre 2001 aggredì senza evidenti motivi, a Rosario, un teen-ager, Gabriel Capotosti, che dovette essere sottoposto a intervento chirurgico per una frattura al naso. Flutey dovette restare 4 giorni in cella, dopo essere stato arrestato nell'albergo dove risiedeva con la squadra di Wellington. Uscito su cauzione, subì una causa da parte dei genitori della vittima. 
Il caso venne giudiziariamente chiuso nel dicembre 2008.

## Palmarès
- National Provincial Championship: 1
Wellington: 2000
- Premiership: 1
London Wasps: 2007-08